# Idionella
Idionella là một chi nhện trong họ Linyphiidae.